# Ophiuche livia
Ophiuche livia là một loài bướm đêm trong họ Erebidae.